# Echinochloa holciformis
Echinochloa holciformis är en gräsart som först beskrevs av Carl Sigismund Kunth, och fick sitt nu gällande namn av Mary Agnes Chase. Echinochloa holciformis ingår i släktet hönshirser, och familjen gräs. Inga underarter finns listade i Catalogue of Life.